# Kapraď
Kapraď är en kulle i Tjeckien.   Den ligger i regionen Hradec Králové, i den östra delen av landet, 130 km öster om huvudstaden Prag. Toppen på Kapraď är 529 meter över havet.